# آپارنا گوپینات
آپارنا گوپینات (انگلیسی: Aparna Gopinath؛ زادهٔ ۴ دسامبر ۱۹۸۳) هنرپیشه اهل هند است.
وی بازیگر فیلم‌هایی همچون گانگستر، چارلی و اتوبوس مدرسه بوده‌است.